# Mequitazină
Mequitazina este un antihistaminic H1 derivat de fenotiazină, fiind utilizat în tratamentul reacțiilor alergice (precum rinita alergică și urticaria). Prezintă și unele proprietăți sedativ-hipnotice. 
Molecula a fost patentată în anul 1969 și a intrat în uz medical în anul 1976.